# Sabou (departamento)
Sabou é um departamento ou comuna da província de Boulkiemdé no Burkina Faso. A sua capital é a cidade de Sabou.
Em 1 de julho de 2018 tinha uma população estimada em 62295 habitantes.